# Sogno d'amore (Liszt)

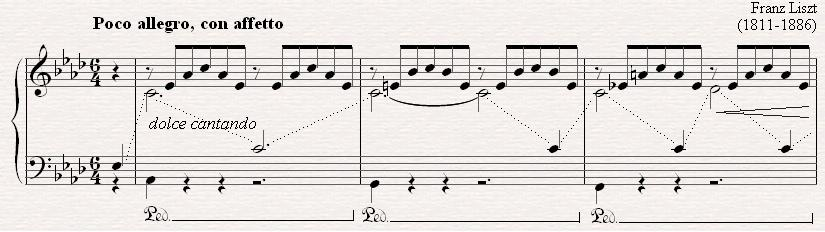
Inizio del Sogno d'amore n. 3

Il sogno d'amore (Liebestraum) è un gruppo di tre composizioni per pianoforte solo di Franz Liszt:
- Hohe Liebe
- Seliger Tod
- O lieb, so lang du lieben kannst!

La terza, destinata a diventare celeberrima, è un notturno in la bemolle maggiore che inizia in "poco allegro" con un dolce tema cantabile, per poi crescere sempre più in un animato molto appassionato. Al tutto fanno da contorno i caratteristici virtuosismi del musicista magiaro, intervallati qua e là da cadenze, scale e funamboliche invenzioni.
Il Sogno d’amore n.3 è stato anche orchestrato dall'operettista Victor Herbert e negli ultimi anni, alla composizione originale per pianoforte è stata affiancata l'orchestrazione di Herbert.
La Boston Pops Orchestra ha inciso sotto la direzione di Arthur Fiedler il Sogno d'amore insieme alla celeberrima Rapsodia Ungherese n.2 sempre dello stesso Liszt.